# Dante Marcucci

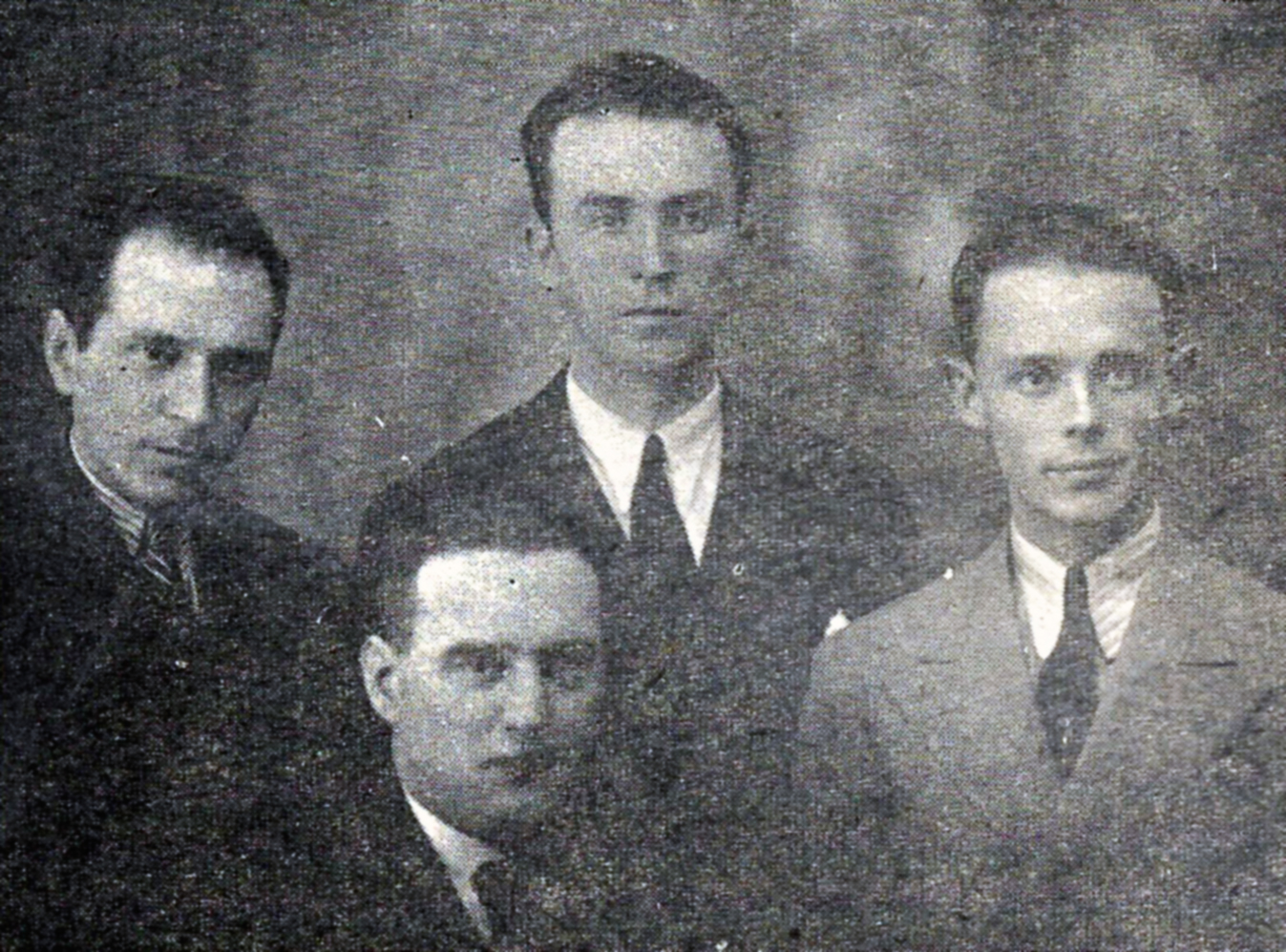
Diretoria da Festa da Uva de 1932. De pé, Artur Rossarola, secretário; Ottoni Minghelli, vice-presidente, e Luciano Corsetti, tesoureiro. Sentado, Dante Marcucci, presidente.

Dante Marcucci (Porto Alegre, 1889 – Caxias do Sul, 16 de maio de 1956) foi um comerciante, advogado e político brasileiro. Foi prefeito de Caxias do Sul por quase onze anos, deixando importantes realizações.

## Biografia
Era filho de Luiza Bruneta e Fernando Marcucci, italianos imigrados da Toscana que haviam primeiramente se estabelecido em Caxias do Sul, e depois se transferiram para Porto Alegre. Marcucci acabou se fixando em Caxias do Sul para trabalhar na casa comercial de Adelino Sassi e em pouco tempo começou a se destacar na vida comunitária.
Foi colaborador do jornal Città di Caxias, participou da fundação do Esporte Clube Juventude em 1913, vindo a ser 1º secretário em 1918 e presidente em 1919, assumiu uma das diretorias do Clube Juvenil em 1914, em 1917 a imprensa já o atesta como uma liderança na classe dos comerciantes, em 1918 foi 2º secretário do Recreio da Juventude, em 1920 fez parte do seu Conselho Fiscal, e em 1923 elegeu-se vereador, sendo escolhido no mesmo ano secretário do Conselho Municipal. Em 1924 passou a integrar a Comissão Pró-Caxias, formada por figuras de relevo na gestão de Celeste Gobbato, com o objetivo de enfrentar os problemas do município. No mesmo ano fez parte da comissão encarregada de organizar os festejos do cinquentenário da imigração italiana. Em 1928 reelegeu-se para a vereança.
Em 1931 assumiu a presidência da Associação dos Comerciantes, mantendo-se no cargo até 1933. A Associação exercia uma influência decisiva nos assuntos públicos e econômicos de Caxias, e foi uma das idealizadoras da Festa da Uva, celebração da qual Marcucci foi presidente em 1932. Em 1938 participou da fundação do Rotary Club de Caxias do Sul.

### Prefeito
Em grande parte devido à influência da Associação dos Comerciantes, foi escolhido candidato único à Prefeitura em 1935, indicado pelo Partido Republicano Liberal para uma composição com várias forças políticas, assumindo o governo em 30 de dezembro. Em 1937 a comunidade se mobilizou para confirmá-lo na Prefeitura por ocasião da instauração do Estado Novo, quando os prefeitos passaram a ser nomeados pelos interventores estaduais, suplantando a indicação de Francisco da Cunha Rangel pela Comissão Mista do novo governo. Permaneceu no cargo até 1945, quando venceu novas eleições, governando o município até exonerar-se em 11 de maio de 1947.
Sua passagem pela Prefeitura foi marcada por importantes obras, procurando, segundo Tomazoni, "desinteriorizar a economia regional através da estruturação de um sistema viário". Sua administração foi facilitada pela crescente importância de Caxias no cenário estadual, pelo apoio recebido dos governos estadual e federal e pelo longo período em que pôde atuar sem interrupções, sendo o governante que mais tempo ocupou a Prefeitura. Tomazoni acrescenta que em seu governo "a cidade passou por sua mais profunda transformação urbanística, a então chamada Pérola das Colônias metamorfoseou-se em uma moderna cidade". Foi um ativo defensor da mudança do traçado previsto da BR 116, fazendo que passasse por Caxias. Como afirma Herédia, "não venceu apenas a força política que superou a lógica de um traçado mais acessível, mais curto e mais econômico; venceu também a perspectiva do que representava Caxias do Sul para a economia do estado". O mesmo objetivo de colocar a cidade nas grandes rotas de comunicação e transporte o levou a iniciar a construção do primeiro aeroporto, sendo ainda um dos fundadores do Aero Clube. Investiu grandes recursos na urbanização da cidade, nivelou e calçou a zona do Centro, construiu duas grandes represas para minimizar o problema crônico de escassez de água, e reformou a estação de tratamento. Subsidiou a construção do quartel, da sede social e do campo de treinamento do Tiro de Guerra, criou muitas escolas e reestruturou o sistema de educação, concluiu a urbanização da Praça Dante Alighieri, urbanizou as sedes dos distritos, construiu o Parque da Imprensa e a Praça da Bandeira (que depois receberia seu nome), reorganizou a administração municipal visando uma maior profissionalização, apoiou a construção do Hospital Pompeia e da Biblioteca Pública. Seu sucessor, Luciano Corsetti, testemunhou a importância da sua administração dizendo que Marcucci "executou obras de valor inestimável para Caxias do Sul. [...] Ante as dificuldades da época e a miséria dos orçamentos, constituem elas, segundo opinião da mais expoente engenharia moderna, um seguro atestado do esforço despendido por aquela administração".
Recebeu várias homenagens enquanto prefeito e sua administração foi louvada muitas vezes pela operosidade, mas não foi uma unanimidade e recebeu numerosas críticas. Logo após sua confirmação em 1937 um grupo de opositores tentou derrubá-lo sob a alegação de que havia irregularidades no orçamento. Também foi muito criticado por sua alegada adesão ao fascismo nacionalista, especialmente no período de abrasileiramento compulsório da cultura local imposto pelo governo de Getúlio Vargas, que provocou uma grande crise de identidade numa comunidade formada majoritariamente por descendentes de italianos e que ainda tinha na Itália uma referência cultural de grande relevo, embora o processo tenha, por outro lado, acelerado a integração da cidade ao panorama nacional e estimulado sua economia.

### Anos finais
Depois de deixar a Prefeitura dedicou-se principalmente à advocacia, mas manteve sua ligação com a política, e em 1951 era presidente de honra do Diretório do Partido Social Democrático. Seu falecimento em 5 de maio de 1956 causou, segundo o Diário de Notícias, "consternação geral" na cidade, lembrando-se no obituário sua distinta carreira pública e os "assinalados serviços" prestados à comunidade, um nome "sempre ligado a posições de trabalho e de destaque, bem como a todos os empreendimentos que visaram a engrandecer a Pérola das Colônias". Seu sepultamento foi acompanhado por uma multidão e foi honrado por "excepcionais homenagens" prestadas pelo Governo do Estado, a Prefeitura, a Câmara Municipal, a Mitra Diocesana e numerosos políticos, empresários, advogados, entidades de classe e amigos do extinto, sendo considerado um verdadeiro filho de Caxias. Foi casado com Nina Pasetti, tendo os filhos Lilia e Remo.

## Distinções
Recebeu o título de cavaleiro concedido pelo rei da Itália, foi homenageado na Festa da Uva de 1969, e em pesquisa de opinião desenvolvida em 1999 junto a 100 líderes comunitários de diferentes áreas por acadêmicos do Curso de Jornalismo da Universidade de Caxias do Sul, foi eleito uma das 30 Personalidades de Caxias do Sul — Destaques do Século XX. Seu nome batiza uma praça, uma escola e uma rua em Caxias.